# Kamienica Nissena Rosenbluma
Kamienica Nissena Rosenbluma – kamienica znajdująca się przy al. Kościuszki 21 w Łodzi. Wobec kamienicy wszczęto postępowanie wpisu do rejestru zabytków.

## Historia
Zabytkowa kamienica powstała w 1896 roku dla Nissena Rosenbluma, właściciela tkalni wyrobów wełnianych. Budynek zaprojektowali Dawid Lande i Franciszek Chełmiński. Do 1938 r. w kamienicy działało Żydowskie Towarzystwo Literacko-Muzyczne „Hazomir”, ponadto przed II wojną światową znajdowało się w niej prywatne Gimnazjum Żeńskie im. Elizy Orzeszkowej.  Po II wojnie światowej budynek przejęło Przedsiębiorstwo Gospodarki Mieszkaniowej, a w latach 50. XX w. znajdowała się w nim Wyższa Szkoła Pedagogiczna. Następnie obiekt zajmował m.in. Uniwersytet Łódzki – w budynku znajdował Wydziału Geografii i Wydziału Historii Sztuki oraz laboratorium chemii organicznej. Budynek w 2006 r. zyskał nowego właściciela, firmę Urbanica, która zamierzała ulokować w nim hotel czterogwiazdkowy. Do realizacji hotelu nie doszło, a budynek kupiła firma Central Fund of Immovables.

## Architektura
Na osi budynku znajduje się ryzalit pomiędzy drugą a trzecią kondygnacją. Fasada kamienicy posiada bogatą dekorację z licznymi detalami neorokokowymi. Kamienica była kiedyś zwieńczona attyką z usytuowanymi na osi alegorycznymi rzeźbami.